# Archibald Low

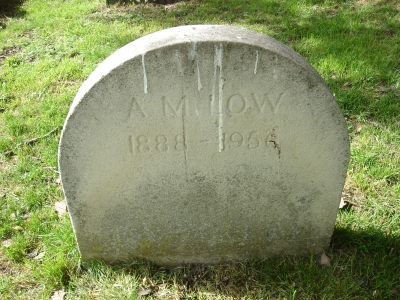
Grabstein auf dem Brompton-Friedhof in London

Archibald Montgomery Low (* 1888 in Purley, London; † 13. September 1956 in London) war ein englischer Ingenieur. Er war Erfinder, Autor von mehr als 40 Büchern und Inhaber von über 100 Patenten.

## Leben
Low wurde der „Vater der Funksteuerung“ genannt, weil er um 1917 Pionierarbeit auf dem Gebiet der gesteuerten Raketen (Bombe mit Sprengkopf, „Aerial Target“), Flugzeuge und Torpedos leistete. Er war Pionier auf vielen Gebieten, brachte aber wenige Dinge zum Abschluss. Bei Zeitgenossen war er unbeliebt, weil er das Rampenlicht und Publicity liebte und auch weil er den Titel Professor trug, ohne einen akademischen Lehrstuhl zu haben.
Archibald M. Low war auch einer der Vorreiter des Fernsehens ab 1914 und in den frühen 1920ern. Low sinnierte über mehrere technische Gerätschaften, die später Realität wurden, so einen Heimlautsprecher (Radio) und eine Fernsehmaschine, welche den Zeitungen für Informationen und Unterhaltung den Rang ablaufen könnten. Von der Funktechnologie vermutete er, dass diese für mobile Wecker genutzt werden könnte. Auch dachte er über das „automatische Telefonen“ (Mobiltelefon) nach, deren Hauptvorteil es sei, bei jedem Mal die richtige Nummer zu treffen, was bei der Wählscheibe nicht der Fall sei. Er meinte, die Energiegewinnung im Jahr 2025 würde vorwiegend von Wind und aus den Gezeiten bezogen werden; auch Wasserstoff sei eine Energiequelle der Zukunft. Nicht realisiert wurden seine Vorhersagen über „beweglichen Bürgersteige“, die heutzutage nur als Laufbänder an Flughäfen und Rolltreppen in einigen Gebäuden realisiert wurden. Zu den bislang nicht realisierten Vorstellungen gehört die Idee, durch Kräuter die Straßen zu beleuchten oder die elektrische Kommunikation von Geist zu Geist (siehe dazu: Neuralink).
Lows Frau Amy ließ sich 1936 von ihm scheiden, weil er mit zwei anderen Frauen Affären hatte.
Im Jahr darauf wurde das Scheidungsurteil wegen Hoffnung auf „Versöhnung“ aufgehoben.
Amy starb 1953, nachdem sie von einem Motorrad angefahren worden war. Low selbst starb 1956 
an einem bösartigen Lungentumor.

## Werke
Low schrieb viele Bücher, darunter sowohl wissenschaftliche als auch Science Fiction.

## Posthumes
1958 wurde ein Buch über sein Leben und seine Leistungen veröffentlicht.
1976 wurde Low in die International Space Hall of Fame in New Mexico aufgenommen.
Die Website www.findmypast.co.uk listete Ende 2024 Vorhersagen von Low für das Jahr 2025. Eine Auswahl seiner Thesen für 2025:
- „Heimlautsprecher und Fernseher werden die Zeitungen als Zugangsweg zu Informationen und Unterhaltung ersetzen“
- „es wird  »bewegliche Gehsteige« geben“ (Rolltreppen und Laufbänder)
- „Wind und Tidenhub werden Energie liefern“
- Maschinen und Anlagen werden „schwere und unangenehme Arbeit“ verrichten